# Leucophora obtusa
Leucophora obtusa este o specie de muște din genul Leucophora, familia Anthomyiidae. A fost descrisă pentru prima dată de Zetterstedt în anul 1838. Conform Catalogue of Life specia Leucophora obtusa nu are subspecii cunoscute.